# 200 Vesey Street
200 Vesey Street alternativt American Express Tower, tidigare Three World Financial Center, är en skyskrapa i komplexet Brookfield Place (tidigare World Financial Center) på nedre Manhattan i New York, USA. Byggnaden är bland annat högkvarter till American Express och kallas även American Express Tower. Höjden är på 225 meter vilket gör byggnaden till en av de högsta på nedre Manhattan. 200 Vesey Street står bredvid syskonbyggnaden 250 Vesey Street och direkt väster om World Trade Center. Den, tillsammans med dess syskonbyggnader och Winter Garden, tog således en del skada av rasmassorna från Tvillingtornen som kollapsade den 11 september 2001 till följd av en terrorattack, de renoverades dock utan problem och återöppnades i maj 2002. 200 Vesey Street var mellan 2001 och 2006 den högsta byggnaden på nedre Manhattan, då nya 7 World Trade Center stod klart.